# Кальварія (Банська Штявниця)
Кальварія у Банській Штявниці — архітектурний ансамбль, що складається з двадцяти двох самостійних сакральних об’єктів. Серед них 19 капличок і три церкви, у яких зображені сцени розп’яття Ісуса Христа, а також скульптура Діви Марії. Комплекс побудований на пагорбі Шарффенберг (Гострий верх) у 1744–1751 роках у стилі бароко, і його ініціатором був єзуїт Францишек Перґер.

## Будівництво
Будівництво Кальварії розпочалося 14 вересня 1744 року з ініціативи єзуїтського священика Францишека Перґера, коли Банська Штявниця була на піку своєї шахтарської слави в середині XVIII століття. Закладено було фундамент Верхньої церкви, яку також називали «німецька». Завершили та освятили церкву 1745 року. Будівництво Кальварії тривало вісім років і було можливим за фінансової підтримки заможних мешканців міста, імперських чиновників, власників шахт і аристократів. Герби найбільших донорів досі розміщені на фасадах деяких каплиць. Увесь комплекс було завершено 1751 року. Перед освяченням, на День Святої Трійці, Кальварію відвідав імператор Священної Римської імперії Фра́нц I Стефан.

## Реконструкція
Вперше Кальварія була частково реконструйована у 1894 році, тоді були відремонтовані деякі каплички архітектором Вільямом Грозманом. Після перевороту 1948 року Кальварія перейшла в державну власність, що призвело до поступового погіршення її стану. У 1978–1981 роки державним коштом провели ремонт, проте більшу частину роботи виконували віряни —добровольці. Роботу очолював отець Кароль Бенович. Після Оксамитової революції Кальварія була найбільш знецінена, оздоблення (рельєфи, дерев'яні скульптури) було розкрадено і розпродано, а деякі предмети навіть знищено. Збережені рухомі об'єкти були поступово перенесені в гірничий музей Старого замку, де їх можна побачити на виставці «Кальварія в притулку». У 2007 році Кальварію занесли до списку 100 найбільш пошкоджених пам'яток у світі, і їй загрожувало зникнення. З 2008 року реконструкція та реставрація проводиться під керівництвом громадського об’єднання Кальварського фонду, яке існувало від самого початку заснування Банської Штявниці, але було припинено на більш як 50 років комуністичним режимом після Другої світової війни.
2013 року повністю відреставрували Нижню церкву, 18 каплиць та облагородили всю територію. Були оновлені природний амфітеатр, нічне освітлення та технічна інфраструктура. Верхня церква була завершена 12 жовтня 2018 року — так закінчився головний етап реконструкції.

## Сучасність
Сьогодні проводиться реконструкція Середньої церкви (так звані Святі сходи) і каплиці Гробу Господнього. Поступово додаються скульптури на інше оздоблення, а також облагороджується територія. Як і в минулому, відновлення все ще можливо завдяки підтримці приватних фірм, держави та ряду окремих донорів.

## Галерея

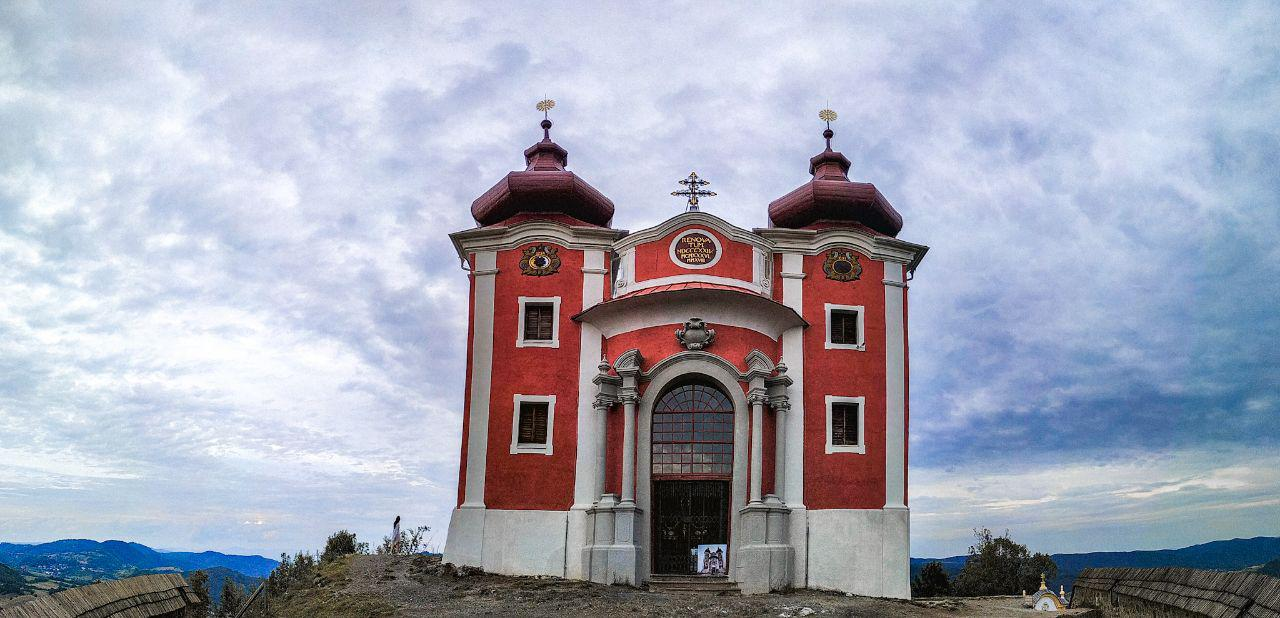
Верхня церква Кальварії
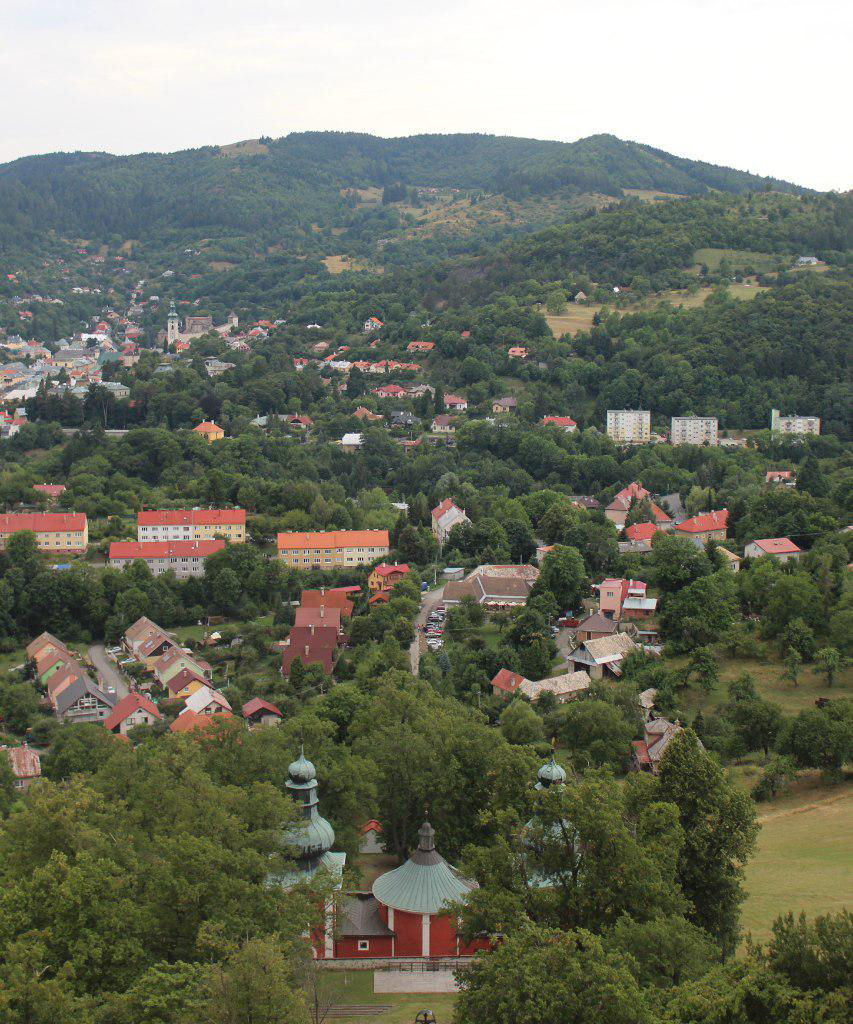
Вид на Банську Штявницю з Верхньої церкви
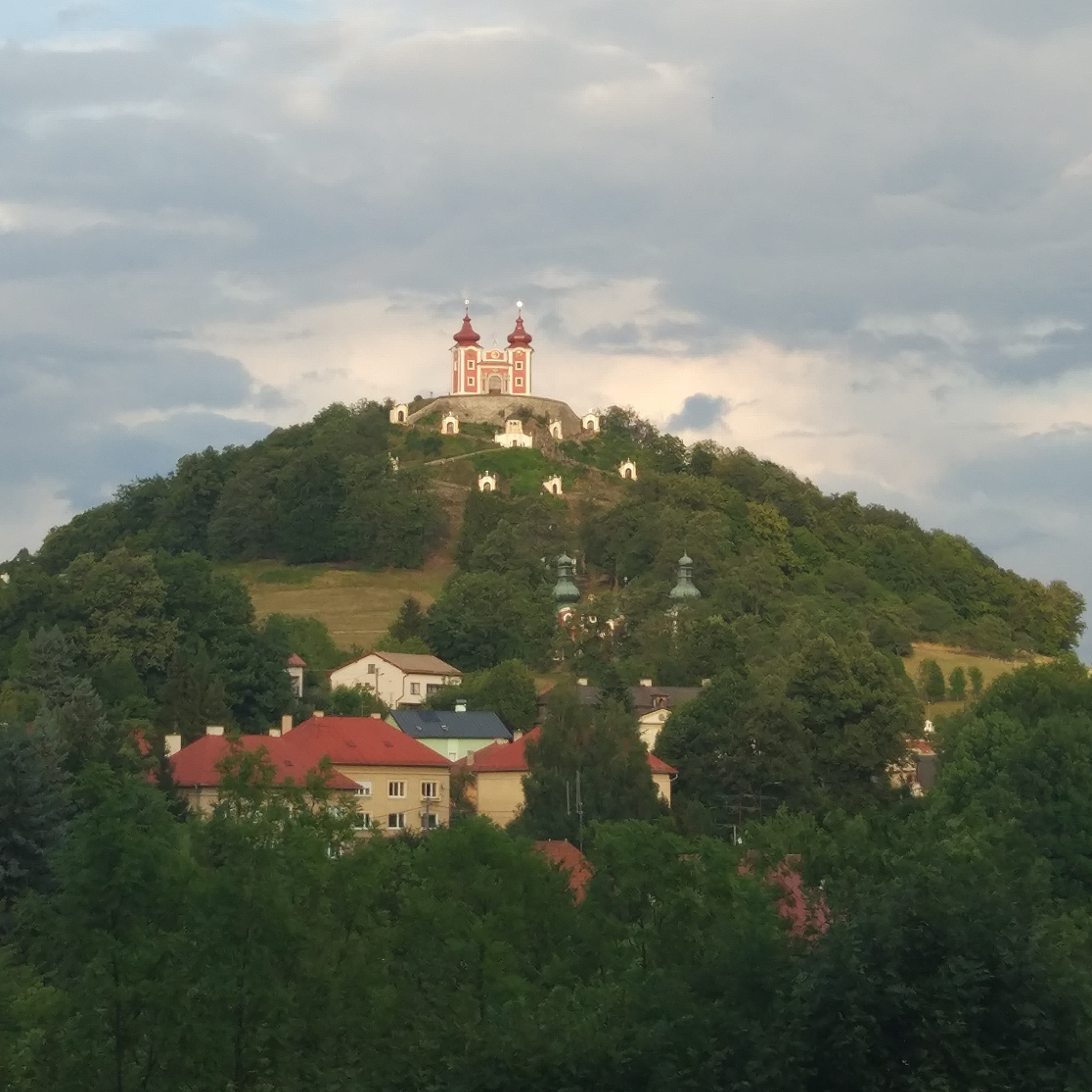
Вид на Кальварію з Банської Штявніци
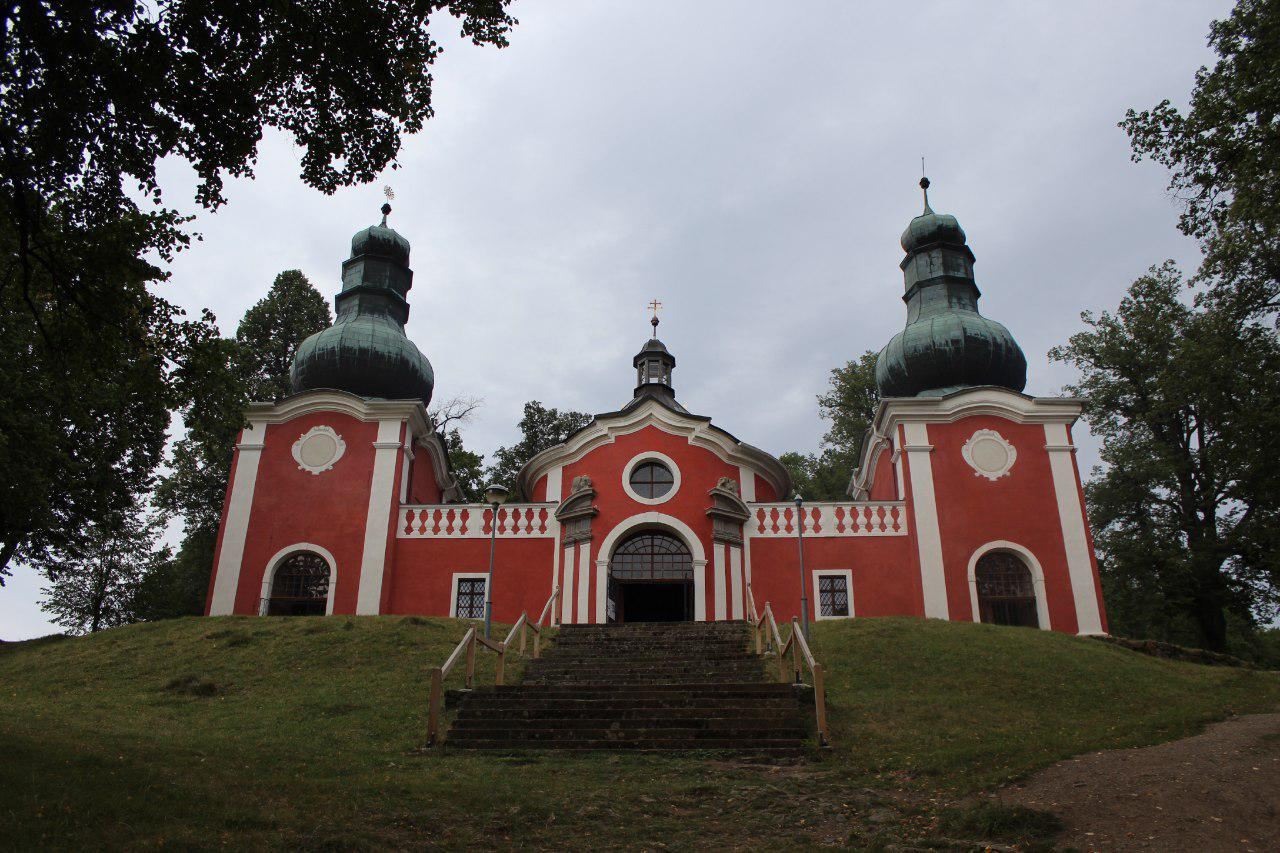
Нижня церква Кальварії
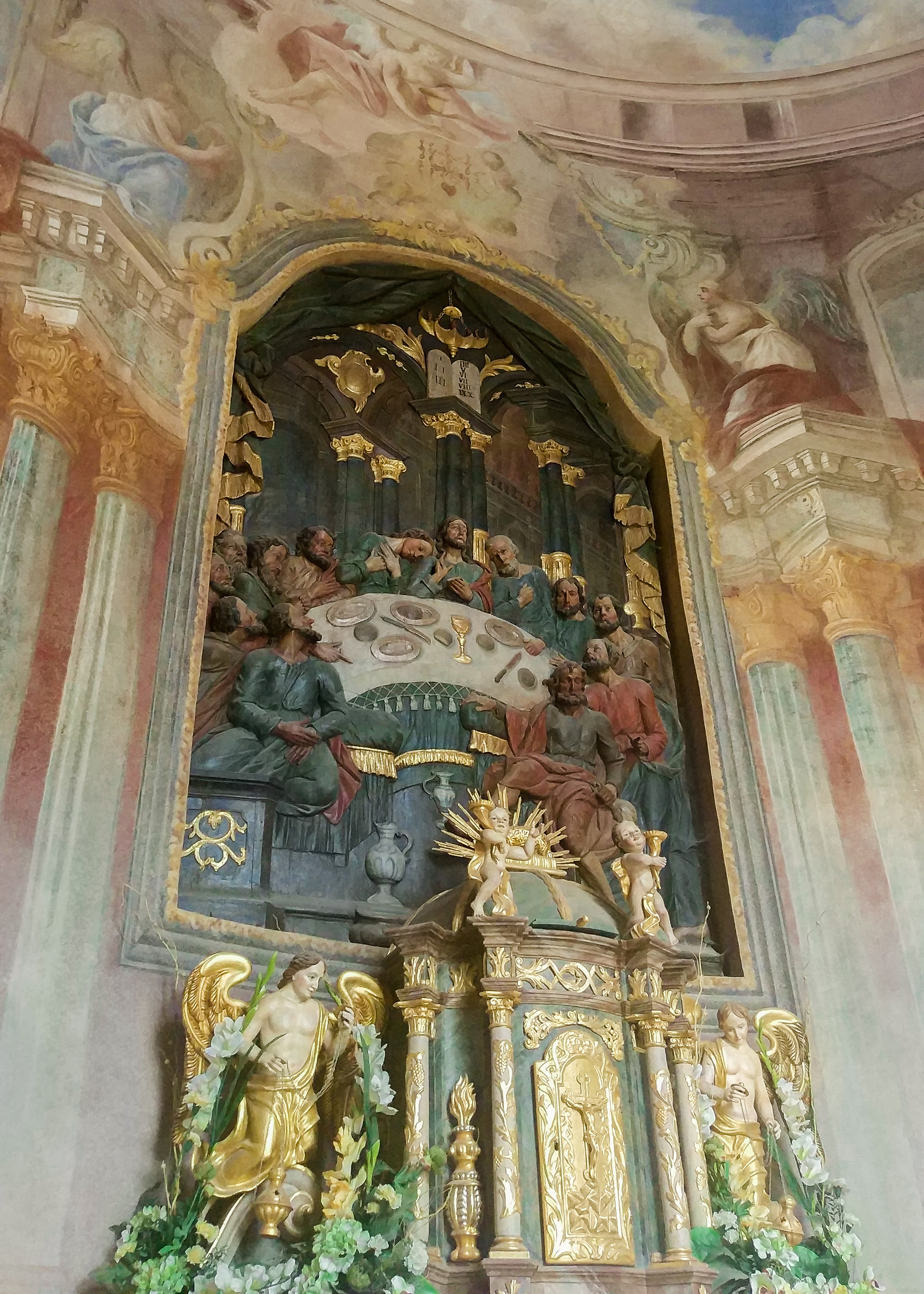
Усередині Нижньої церкви
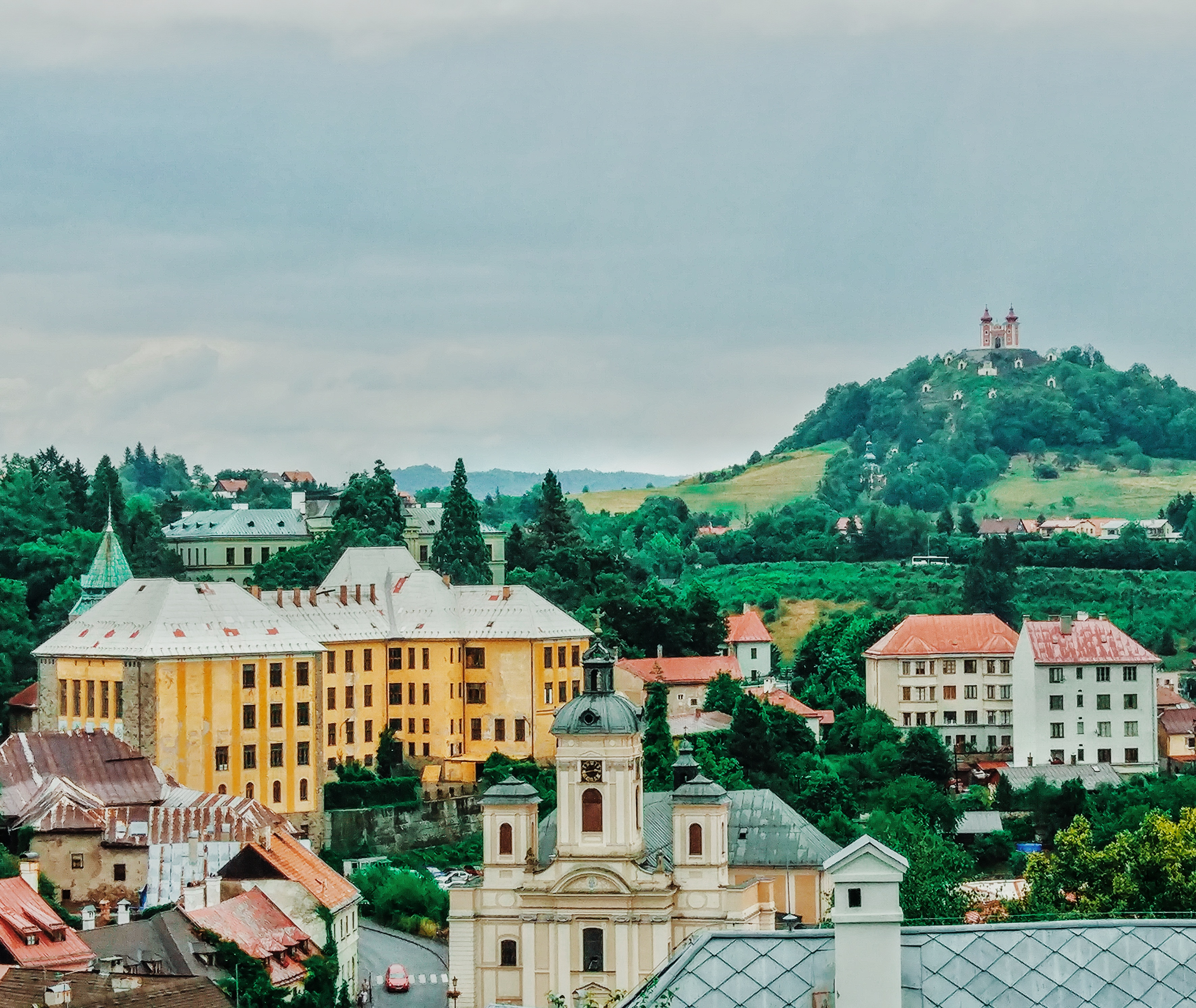
Вид на Банську Штявніцу, праворуч видно Кальварію

## Дивитись також
- Кальварія (святилище)
- Кальварія (скульптура)